# Jason Earles
Jason Daniel Earles (San Diego, 26 de abril de 1977) é um ator e comediante norte-americano. Ficou mundialmente conhecido por interpretar Jackson Stewart na série do Disney Channel, Hannah Montana, que foi exibida entre 2006 e 2011, e também por seu papel como Rudy Gillespie na série do Disney XD, Kickin 'It.

## Vida pessoal
Earles era notavelmente mais velho que o personagem que interpretava em Hannah Montana: Quando a série começou, ele tinha 29 anos e interpretava um garoto de 16 anos.
Em 12 de agosto de 2017, Earles se casou com Katie Drysen.

## Filmografia
| Ano  | Título                                 | Personagem      | Notas                            |
| ---- | -------------------------------------- | --------------- | -------------------------------- |
| 2004 | A Lenda do Tesouro Perdido             | Thomas Gates    |                                  |
| 2005 | American Pie: Tocando a Maior Zona     | Ernie Kaplowitz |                                  |
| 2007 | Gordon Glass                           | The Boss        |                                  |
| 2009 | Space Buddies – Uma Aventura no Espaço | Jack Schaeffer  | Direto em DVD                    |
| 2009 | O Resgate do Papai                     | Merv Kilbo      | Filme original do Disney Channel |
| 2009 | Hannah Montana: O Filme                | Jackson Stewart |                                  |
| 2013 | Super Buddies                          | Jack Schaeffer  | Direto em DVD                    |
| 2014 | Hunted                                 | Dax             |                                  |

| Ano       | Título                            | Personagem                  | Notas                             |
| --------- | --------------------------------- | --------------------------- | --------------------------------- |
| 2003      | Acima da Lei                      | Kyle                        | Série original da FX              |
| 2003      | Malcolm in the Middle             | Figuração na Marshal School | Episódio: "Academic Octathalon"   |
| 2003      | MADtv                             | Swirley Kid                 | 8ª temporada, Episódio 18         |
| 2004      | Apesar de Tudo                    | Goran the Invincible        | Episódio: "Still Winning"         |
| 2005      | One on One                        | Brad                        | Episódio: "Glug, Glug"            |
| 2005-2006 | O Phil do Futuro                  | Grady Spaggett              | 2 episódios                       |
| 2006      | A Nova Escola do Imperador        | Guaca                       | Voz                               |
| 2006-2011 | Hannah Montana                    | Jackson Stewart             | Série Disney Channel              |
| 2007      | Disney Channel Games              | Equipe Vermelha             | Evento especial do Disney Channel |
| 2008      | Boston Legal                      | Mitchy Weston               | Episódio: "Indecent Proposals"    |
| 2009      | Aaron Stone                       | Hunter                      | Episódio: "S.T.A.N. by Me"        |
| 2011      | Disney's Friends for Change Games | Ele Mesmo (apresentador)    | Série Disney Channel              |
| 2013      | Randy Cunningham: Ninja Total     | Brent (Voz)                 | Episódio: "Sword Quest"           |
| 2011-2015 | Kickin' It                        | Rudy Gillespie              | Série Disney XD                   |
| 2016      | Best Friends Whenever             | Dax Fraggins                | Episódio: "The Friendship Code"   |
| 2018      | Hotel Du Loone                    | Flynt Rogers                |                                   |

## Prêmios e Indicações
| Ano  | Prêmio             | Categoria                       | Trabalho                | Resultado |
| ---- | ------------------ | ------------------------------- | ----------------------- | --------- |
| 2009 | Teen Choice Awards | Choice Movie Actor: Music/Dance | Hannah Montana: O Filme | Indicado  |